# Lijst van gemeentelijke monumenten in Heiloo
De gemeente Heiloo telt 55 gemeentelijke monumenten (2012).
| Object                                                                                     | Bouwjaar                 | Architect       | Locatie                                   | Coördinaten                   | Nr.      | Afbeelding                                         |
| ------------------------------------------------------------------------------------------ | ------------------------ | --------------- | ----------------------------------------- | ----------------------------- | -------- | -------------------------------------------------- |
| Boerderijcomplex landgoed Nijenburg (stolpboerderij met kapberg en een rentenierswoning)   | 19e eeuw                 |                 | Belieslaan 16/18                          | 52° 36' 43" NB, 4° 42' 29" OL | 0399/H01 | Meer afbeeldingen                                  |
| Grenspaal (nb. tijdelijk opgeslagen door gemeente Alkmaar)                                 | eerste helft 18e eeuw    |                 | Boekelermeerweg nabij nr.20               |                               | 0399/H02 | Upload foto                                        |
| Ter Coulsterlaan                                                                           | Middeleeuws              |                 | Ter Coulsterlaan                          | 52° 36' 5" NB, 4° 42' 46" OL  | 0399/H03 | Meer afbeeldingen                                  |
| Woonhuis                                                                                   | 1936                     | L. Groen        | Curtiuslaan 3                             | 52° 37' 11" NB, 4° 43' 41" OL | 0399/H04 | Meer afbeeldingen                                  |
| Villa                                                                                      | 1932                     |                 | Curtiuslaan 17                            | 52° 37' 7" NB, 4° 43' 36" OL  | 0399/H05 | Villa                                              |
| Villa (vormt een geheel met Van Foreestlaan 7)                                             | 1938                     |                 | Curtiuslaan 19                            | 52° 37' 6" NB, 4° 43' 35" OL  | 0399/H06 | Meer afbeeldingen                                  |
| Woonhuis                                                                                   | 1935                     |                 | Van Foreestlaan 5                         | 52° 37' 6" NB, 4° 43' 37" OL  | 0399/H07 | Meer afbeeldingen                                  |
| Villa (vormt een geheel met Curtiuslaan 19)                                                | 1938                     |                 | Van Foreestlaan 7                         | 52° 37' 6" NB, 4° 43' 34" OL  | 0399/H08 | Meer afbeeldingen                                  |
| Villa                                                                                      | 1933                     |                 | Van Foreestlaan 8                         | 52° 37' 5" NB, 4° 43' 36" OL  | 0399/H09 | Meer afbeeldingen                                  |
| Woonhuis                                                                                   | 1900-1910                |                 | Heerenweg 5                               | 52° 36' 23" NB, 4° 42' 50" OL | 0399/H10 | Meer afbeeldingen                                  |
| Woonhuis                                                                                   | 1900-1910                |                 | Heerenweg 15                              | 52° 36' 22" NB, 4° 42' 49" OL | 0399/H11 | Meer afbeeldingen                                  |
| Woonhuis                                                                                   | ca. 17e eeuw             |                 | Heerenweg 16                              | 52° 36' 22" NB, 4° 42' 51" OL | 0399/H12 | Woonhuis                                           |
| Woonhuis                                                                                   | 1880                     |                 | Heerenweg 71                              | 52° 36' 16" NB, 4° 42' 36" OL | 0399/H13 | Meer afbeeldingen                                  |
| Voormalige tuinderswoning                                                                  | ca. 1880                 |                 | Heerenweg 195                             | 52° 36' 1" NB, 4° 42' 15" OL  | 0399/H14 | Meer afbeeldingen                                  |
| Woonhuis met naastgelegen huisje                                                           | ca. 1890                 |                 | Holleweg 32                               | 52° 36' 19" NB, 4° 42' 38" OL | 0399/H15 | Meer afbeeldingen                                  |
| Blokje met twee arbeiderswoningen                                                          | 1923                     |                 | Holleweg 65/67                            | 52° 36' 17" NB, 4° 42' 33" OL | 0399/H16 | Meer afbeeldingen                                  |
| Voormalig Zaadpakhuis                                                                      | 1923-1933                |                 | Holleweg 100                              | 52° 36' 4" NB, 4° 42' 14" OL  | 0399/H17 | Voormalig Zaadpakhuis                              |
| Oude gedeelte algemene begraafplaats (Vak A, B en C) met dienstwoning                      | 1916                     |                 | Holleweg 131a                             | 52° 36' 8" NB, 4° 42' 17" OL  | 0399/H18 | Meer afbeeldingen                                  |
| Kloostercomplex                                                                            | 1932                     | H. W. Valk      | Hoogeweg 65                               | 52° 34' 54" NB, 4° 41' 31" OL | 0399/H19 | Meer afbeeldingen                                  |
| Schoorsteen van het bedrijf Melkunie b.v.                                                  | 1955-1956                |                 | Kanaalweg 32                              | 52° 35' 54" NB, 4° 42' 43" OL | 0399/H20 | Meer afbeeldingen                                  |
| Grenspaal Heiloo-Alkmaar                                                                   | ca. 19e eeuw             |                 | Hoek Kennemerstraatweg/Heilooër Tolweg    | 52° 37' 8" NB, 4° 43' 51" OL  | 0399/H21 | Meer afbeeldingen                                  |
| Betonnen abri                                                                              | Jaren 50 van de 20e eeuw |                 | Kennemerstraatweg, bij nr. 59             | 52° 36' 25" NB, 4° 42' 58" OL | 0399/H22 | Meer afbeeldingen                                  |
| Woonhuis                                                                                   | ca. 1900                 |                 | Kennemerstraatweg 81                      | 52° 36' 21" NB, 4° 42' 53" OL | 0399/H23 | Meer afbeeldingen                                  |
| Woonhuis                                                                                   | 1904                     |                 | Kennemerstraatweg 87                      | 52° 36' 20" NB, 4° 42' 52" OL | 0399/H24 | Woonhuis                                           |
| Herdenkingsboom (eik) met ijzeren hekwerk ter herdenking kroning Koningin Wilhelmina       | 1889                     |                 | Kennemerstraatweg bij 134                 | 52° 37' 6" NB, 4° 43' 51" OL  | 0399/H25 | Meer afbeeldingen                                  |
| Woonhuis                                                                                   | 1922                     | K. Veldkamp     | Kennemerstraatweg 156                     | 52° 37' 4" NB, 4° 43' 47" OL  | 0399/H26 | Meer afbeeldingen                                  |
| Dubbel woonhuis                                                                            | 1931                     |                 | Kennemerstraatweg 179/181                 | 52° 35' 59" NB, 4° 42' 35" OL | 0399/H27 | Meer afbeeldingen                                  |
| Woonhuis "The Rose"                                                                        | 1918                     |                 | Kennemerstraatweg 197                     | 52° 35' 57" NB, 4° 42' 33" OL | 0399/H28 | Meer afbeeldingen                                  |
| Houten schuur                                                                              | 1895                     |                 | Kennemerstraatweg 201                     | 52° 35' 56" NB, 4° 42' 33" OL | 0399/H29 | Meer afbeeldingen                                  |
| Stolpboerderij behorende bij landgoed Nijenburg                                            | 1900                     |                 | Kennemerstraatweg 276                     | 52° 35' 42" NB, 4° 42' 21" OL | 0399/H30 | Stolpboerderij behorende bij landgoed Nijenburg    |
| Woonhuis                                                                                   | 1912                     |                 | Kennemerstraatweg 318                     | 52° 36' 23" NB, 4° 42' 59" OL | 0399/H31 | Meer afbeeldingen                                  |
| Woonhuis                                                                                   | 1906                     |                 | Kennemerstraatweg 328                     | 52° 36' 22" NB, 4° 42' 57" OL | 0399/H32 | Meer afbeeldingen                                  |
| Woonhuis                                                                                   | 1910                     |                 | Kennemerstraatweg 350                     | 52° 36' 20" NB, 4° 42' 54" OL | 0399/H33 | Woonhuis                                           |
| Voormalig woonhuis voor notabelen                                                          | ca. 1830                 |                 | Kennemerstraatweg 382                     | 52° 36' 14" NB, 4° 42' 50" OL | 0399/H34 | Meer afbeeldingen                                  |
| Woonhuis                                                                                   | 1903                     |                 | Kennemerstraatweg 384, 386 en 386a        | 52° 36' 13" NB, 4° 42' 49" OL | 0399/H35 | Meer afbeeldingen                                  |
| Bouwblok met luxe variant arbeiderswoningcomplex                                           | 1921-1922                |                 | Kennemerstraatweg 392, 394, 396, 398, 400 | 52° 36' 13" NB, 4° 42' 49" OL | 0399/H36 | Meer afbeeldingen                                  |
| Theekoepel landgoed Ter Coulster                                                           | 1891                     |                 | Kennemerstraatweg 432                     |                               | 0399/H37 | Upload foto                                        |
| Betonnen abri                                                                              | Jaren 50 van de 20e eeuw |                 | Kennemerstraatweg bij 462                 |                               | 0399/H38 | Upload foto                                        |
| Woonhuis                                                                                   | 1925                     |                 | Kerkelaan 25                              | 52° 36' 26" NB, 4° 42' 48" OL | 0399/H39 | Meer afbeeldingen                                  |
| Herdenkingsboom met rond hekwerk ter herdenking huwelijk prinses Juliana en prins Bernhard |                          |                 | Laarmanstraat ongenummerd                 | 52° 36' 13" NB, 4° 42' 38" OL | 0399/H40 | Meer afbeeldingen                                  |
| Trafogebouw                                                                                | ca. 1920                 | J.B. van Lochem | Het Maalwater 9008                        | 52° 36' 50" NB, 4° 41' 48" OL | 0399/H41 | Meer afbeeldingen                                  |
| Voormalig dieselgemaal                                                                     | ca. 1920                 |                 | Het Maalwater bij nr. 7                   | 52° 36' 50" NB, 4° 41' 49" OL | 0399/H42 | Meer afbeeldingen                                  |
| Oude pastorie                                                                              | 1e helft 19e eeuw        |                 | Nicolaas Beetsweg 94                      | 52° 36' 17" NB, 4° 42' 54" OL | 0399/H43 | Meer afbeeldingen                                  |
| Laantje behorende bij landgoed Nijenburg                                                   |                          |                 | Nijenburgerweg (tussen landgoed en A9)    | 52° 36' 31" NB, 4° 43' 48" OL | 0399/H44 | Upload foto                                        |
| Stolpboerderij                                                                             | Laatste kwart 19e eeuw   |                 | Oosterzijweg 10                           | 52° 35' 36" NB, 4° 42' 35" OL | 0399/H45 | Meer afbeeldingen                                  |
| Raadhuis                                                                                   | 1927                     |                 | Raadhuisplein 1                           | 52° 36' 15" NB, 4° 42' 46" OL | 0399/H46 | Meer afbeeldingen                                  |
| Gemetselde hekpalen                                                                        | 1937                     |                 | Slimpad bij nr. 18                        | 52° 36' 15" NB, 4° 42' 46" OL | 0399/H47 | Meer afbeeldingen                                  |
| Woonhuis "Dulca Mara"                                                                      | 1910                     |                 | Stationsweg 10                            | 52° 35' 55" NB, 4° 42' 29" OL | 0399/H48 | Woonhuis "Dulca Mara"                              |
| Woonhuis "Carina"                                                                          | 1917                     |                 | Stationsweg 14                            | 52° 35' 55" NB, 4° 42' 27" OL | 0399/H49 | Meer afbeeldingen                                  |
| Boerderij behorende bij landgoed Nijenburg                                                 | 1960                     |                 | Stetlaan 1                                | 52° 36' 51" NB, 4° 42' 32" OL | 0399/H50 | Meer afbeeldingen                                  |
| hardstenen grenspaal Heiloo-Egmond                                                         | 1e helft 18e eeuw        |                 | Vennewatersweg, grens Egmond              | 52° 35' 46" NB, 4° 40' 23" OL | 0399/H51 | Meer afbeeldingen                                  |
| Boswachterswoning behorende bij landgoed Nijenburg                                         | 1913                     |                 | Westerweg 53                              | 52° 36' 56" NB, 4° 43' 4" OL  | 0399/H52 | Boswachterswoning behorende bij landgoed Nijenburg |
| Kerkgebouw                                                                                 | 1927                     | Jan Stuyt       | Westerweg 265                             | 52° 36' 1" NB, 4° 41' 54" OL  | 0399/H53 | Meer afbeeldingen                                  |
| Pastorie Rooms-katholieke kerk                                                             | 1868                     |                 | Westerweg 267                             | 52° 36' 1" NB, 4° 41' 54" OL  | 0399/H54 | Meer afbeeldingen                                  |
| Woonhuis "Hackfort"                                                                        | 1900                     |                 | Zanderslootweg 7                          | 52° 36' 60" NB, 4° 43' 26" OL | 0399/H55 | Meer afbeeldingen                                  |